# 행복을 주는 사람
《행복을 주는 사람》은 2016년 11월 21일부터 2017년 5월 12일까지 방영된 문화방송 일일연속극이다.

## 기획 의도
내 자식도 버리는 세상, 비롯 핏줄로 이어지지는 않았지만 사랑으로 한 아이를 품은 여자가 아역스타가 된 아이를 찾겠다고 나선 비정한 친엄마로부터 아이를 지켜야만 하는 파란만장 고난격투기를 그린 드라마

## 등장인물

### 주요 인물
- 이윤지 : 임은희 역 (아역 이예선)
- 손승원 : 이건우 역
- 하연주 : 김자경 역 (아역 권수정)
- 이하율 : 서석진 역 (아역 박하준)

### 임은희의 주변 인물
- 조연호 : 임하윤 역
- 조덕현 : 임시원 역
- 정라니 : 이라니 역

### 이건우의 주변 인물
- 조윤서 → 이규정 : 이소정 / 임은아 역 (아역 조아인)
- 손종학 : 이형근 역

### 김자경의 주변 인물
- 송옥숙 : 홍세라 역
- 김진우 : 김광수 역

### 서석진의 주변 인물
- 김미경 : 박복애 역
- 서윤아 : 서미숙 역 (아역 정보미)
- 최유리 : 서유리 역

### 천사보육원
- 가득희 : 손명선 역 (아역 김수현)
- 소희정 : 고경순 역
- 육미라 : 원장 역

### 그 외 인물
- 김영웅 : 강대상 역
- 김창환 : 최정훈 역
- 안재민 : 명왕성 역
- 이진성 : 나감독 역
- 손영순
- 이재욱 : CF 감독 역
- 이종구
- 차상미
- 최민금
- 여운복
- 채윤희 : 도우미 역
- 손희순
- 김광인 : 의사 역
- 고원석
- 강민정 : 영어학원 교사 역
- 공재원 : 이 행장 역
- 동윤석
- 장희웅 : 드라마 PD 역
- 옥주리
- 서유림
- 유영복
- 나동주
- 변준우
- 홍성호
- 서보익
- 장문석
- 정영훈
- 신태건
- 김재일
- 이태검
- 서연우
- 강문경
- 서광재
- 유필란
- 우기홍
- 강철성
- 성민경
- 박은영
- 정아랑
- 유지수
- 강현정
- 정애화
- 김선혜
- 홍승범 : 육개장집 사장 역
- 미상 : 윤소연 역
- 임지영
- 신주형
- 신주호
- 이호균
- 이연선
- 안치용
- 김봉수
- 최익준
- 한근섭
- 차성훈
- 변건우
- 손정원
- 인성호
- 강성현
- 이재우
- 김주영
- 손정원
- 최수경
- 최효현
- 윤미하
- 이일균
- 윤종원
- 윤영목
- 안수빈
- 최대열
- 박세훈
- 김사훈 : 경찰 역
- 추연규

## 결방
- 2016년 12월 9일 : 특집 MBC 뉴스데스크 방송으로 인해 결방.
- 2017년 1월 27일 : 설특집 발칙한 동거 빈방 있음 방송으로 인해 결방.
- 2017년 1월 30일 : 설특집 2017 아이돌스타 육상양궁리듬체조에어로빅 선수권대회 방송으로 인해 결방.
- 2017년 2월 9일 : 2018 평창 동계올림픽 G-1년 기념행사 방송으로 인해 결방.
- 2017년 3월 10일 : 특집 MBC 뉴스데스크 방송으로 인해 결방.
- 2017년 5월 5일 : 파일럿 예능 비밀 예능 연수원 1부, 2부 방송으로 인해 결방.
- 2017년 5월 9일 : 2017 대선 개표방송 인해 결방.

## 수상
- 2017년 MBC 연기대상 연속극부문 여자 최우수연기상 김미경
- 2017년 MBC 연기대상 연속극부문 황금연기상 송옥숙